# Szczecińcowate
Szczecińcowate (Thryonomyidae) – rodzina ssaków z  infrarzędu jeżozwierzokształtnych (Hystricognathi) w obrębie rzędu gryzoni (Rodentia).

## Zasięg występowania
Rodzina obejmuje dwa współcześnie żyjące gatunki występujące w Afryce.

## Morfologia
Przedstawiciele szczecińcowatych to duże gryzonie, ważące do 9 kg. Mają dużą głowę z małymi oczami i uszami oraz krótki, owłosiony ogon. Mocne pazury na łapach przystosowane są do kopania w ziemi. Pomarańczowe zęby, jak u wszystkich gryzoni, rosną przez całe życie.

## Ekologia
Żyją na podmokłych, trawiastych terenach. Czasami zamieszkują pola uprawne i zjadają plony. Są z natury samotnikami, choć czasami łączą się w niewielkie grupy.

## Systematyka
Do rodziny należy tylko jeden występujący współcześnie rodzaj:  
- Thryonomys Fitzinger, 1867 – szczeciniec

oraz rodzaje wymarłe:
- Apodecter Hopwood, 1929[12]
- Epiphiomys Lavocat, 1973[13] – jedynym przedstawicielem był Epiphiomys coryndoni Lavocat, 1973
- Kochalia De Bruijn, 1986[14] – jedynym przedstawicielem był Kochalia geespei (De Bruijn & Hussain, 1985)
- Neophiomys Coster, Benammi, Salem, Bilal, Chaimanee, Valentin, Brunet & Jaeger, 2012[15]
- Neosciuromys Stromer, 1922[16]
- Paraphiomys C.W. Andrews, 1914[17]
- Paraulacodus Hinton, 1933[18]
- Protohummus Kraatz, Bibi, Hill & Beech, 2013[19] – jedynym przedstawicielem był Protohummus dango Kraatz, Bibi, Hill & Beech, 2013
- Sacaresia Hugueney & Adrover, 1991[20] – jedynym przedstawicielem był Sacaresia moyaeponsi Hugueney & Adrover, 1991